# Потебня Юрій Михайлович
Потебня Юрій Михайлович (1926—1983) — український науковець, доктор технічних наук (1982), професор (1980), засновник і ректор Запорізького індустріального інституту.
Сфера наукових інтересів — металургія, зокрема, підвищення ефективності доменного виробництва.
У 1950 році закінчив Дніпропетровський металургійний інститут. По закінченню ВНЗ працював на промислових підприємствах.
У 1958—76 працював у Запорізькій філії Дніпропетровського металургійного інституту (старший науковий співробітник, декан вечірнього факультету, 1966—76 — директор філії)..
У 1976—83 — ректор Запорізького індустріального інституту.

## Праці
- Влияние степени восстановления агломерата на его температуру размягчения // Металлургия и коксохимия. 1972. Вып. 29; * Некоторые теплофизические свойства доменных шлаков // Изв. вузов. Черная металлургия. 1977. № 10;
- Влияние содержания ГеО в шлаке на его теплофизические свойства // Там само. 1978. № 10;
- Исследование механизма разрушения агломерата при нагреве в условиях, близких к наблюдаемым в доменной печи // Сталь. 1979. № 4.

## Вшанування
У 2021 р. Інженерний навчально-науковий інститут Запорізького національного університету названо «імені Ю. М. Потебні»).